# Glada änkan (film, 1952)
Glada änkan (engelska: The Merry Widow) är en amerikansk musikalfilm från 1952 med Lana Turner. Regisserad av Curtis Bernhardt.

## Handling
Den unga, rika änkan Crystal Radek blir inbjuden till Marshovien, ett litet kungadöme i Europa, för att vara med då en staty av hennes framlidne make ska avtäckas. Kungarikets ekonomi är i kris, så kungen sänder ut greve Danilo för att förföra henne.

## Rollista (i urval)
- Lana Turner – Crystal Radek
- Fernando Lamas – greve Danilo
- Una Merkel – Kitty Riley (Merkel spelade drottning Dolores i filmversionen från 1934.)
- Richard Haydn – Baron Popoff
- Thomas Gomez – kungen av Marshovien
- John Abbott – ambassadören av Marshovien
- Marcel Dalio – polisen